# Modes de fallada

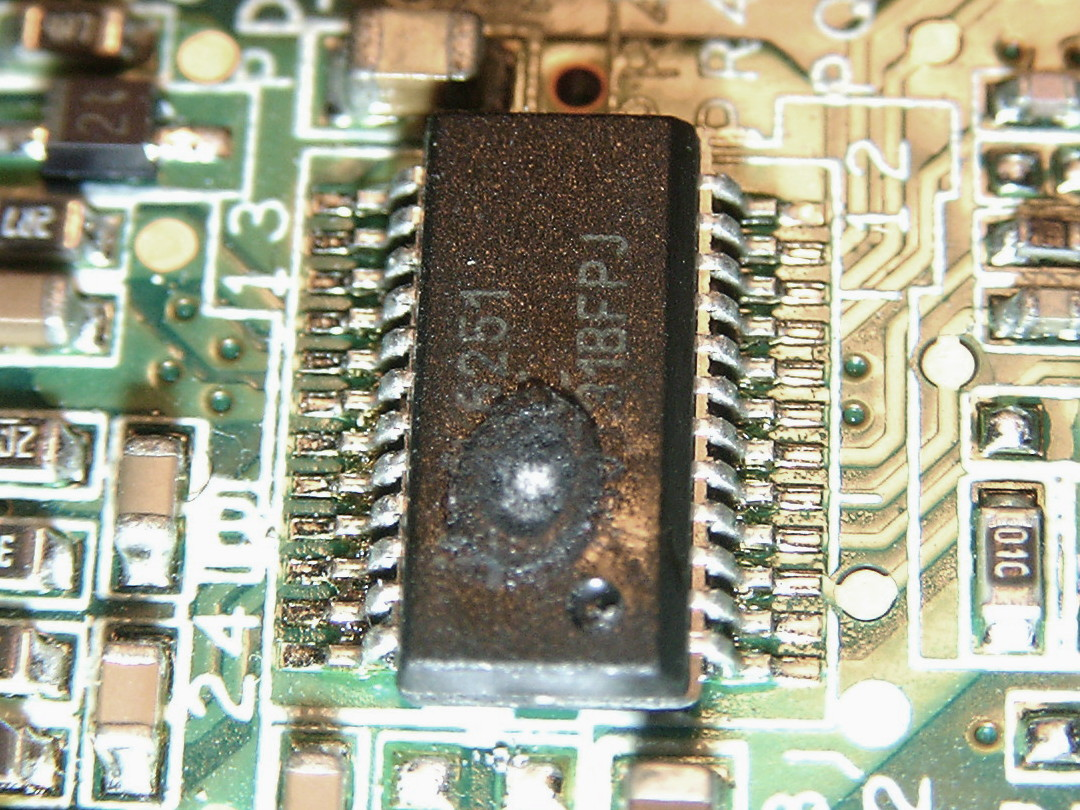
IC fallat en un ordinador portàtil. La polaritat d'entrada incorrecta ha provocat un sobreescalfament massiu del xip i ha fos la carcassa de plàstic.

Els components electrònics tenen una àmplia gamma de modes de fallada. Aquests es poden classificar de diverses maneres, com ara per temps o causa. Els errors poden ser causats per un excés de temperatura, un excés de corrent o tensió, radiacions ionitzants, xocs mecànics, estrès o impacte i moltes altres causes. En els dispositius semiconductors, els problemes a l'envàs del dispositiu poden provocar fallades a causa de la contaminació, la tensió mecànica del dispositiu o circuits oberts o curtcircuits.
Els errors solen produir-se prop del principi i prop del final de la vida útil de les peces, donant lloc al gràfic de corba de la banyera de les taxes de fallada. Els procediments de gravació s'utilitzen per detectar fallades primerenques. En els dispositius semiconductors, les estructures paràsites, irrellevants per al funcionament normal, esdevenen importants en el context de fallades; poden ser alhora font i protecció contra fallades.
Aplicacions com ara sistemes aeroespacials, sistemes de suport vital, telecomunicacions, senyals ferroviaris i ordinadors utilitzen un gran nombre de components electrònics individuals. L'anàlisi de les propietats estadístiques de les fallades pot donar una orientació en els dissenys per establir un determinat nivell de fiabilitat. Per exemple, la capacitat de maneig de potència d'una resistència es pot reduir molt quan s'aplica en avions a gran altitud per obtenir una vida útil adequada. Una fallada d'obertura sobtada pot causar múltiples fallades secundàries si és ràpida i el circuit conté una inductància; això provoca grans pics de tensió, que poden superar els 500 volts. Per tant, una metal·lització trencada en un xip pot causar danys secundaris per sobretensió. La fugida tèrmica pot provocar fallades sobtades, com ara fusió, incendi o explosions.
Tipus de fallida: falles d'encapsulat, fallades de contacte, falles de la placa de circuit imprès, fallades del relé, fallades de components passius, fallades dels semiconductors.
Alguns exemples de fallades dels semiconductors relacionats amb els cristalls de semiconductors inclouen:
- Nucleació i creixement de luxacions. Això requereix un defecte existent en el cristall, com ho fa per radiació, i és accelerat per la calor, l'alta densitat de corrent i la llum emesa. Amb els LED, l'arsenur de gal·li i l'arsenur de gal·li d'alumini són més susceptibles a això que el fosfur d'arsenur de gal·li i el fosfur d'indi ; El nitrur de gal·li i el nitrur de gal·li d'indi són insensibles a aquest defecte.
- Acumulació de portadors de càrrega atrapats a l'òxid de la porta dels MOSFET. Això introdueix polarització de la porta permanent, que influeix en la tensió de llindar del transistor; pot ser causat per injecció de portador calent, radiació ionitzant o ús nominal. Amb les cèl·lules EEPROM, aquest és el principal factor que limita el nombre de cicles d'esborrat-escriptura.
- Migració de portadors de càrrega des de les portes flotants. Això limita la vida útil de les dades emmagatzemades a les estructures EEPROM i flash EPROM.
- Passivació inadequada. La corrosió és una font important de fallades retardades; Els semiconductors, les interconnexions metàl·liques i els vidres de passivació són susceptibles. La superfície dels semiconductors sotmesos a la humitat té una capa d'òxid; l'hidrogen alliberat reacciona amb les capes més profundes del material, produint hidrurs volàtils.